# Jeguljasti bakalari
Jeguljasti bakalari (lat. Muraenolepididae), porodica morskih riba iz reda bakalarki. Sastoji se od dva roda s ukupno 9 vrsta
Raširene su po južnoj polutki. 

## Vrste
1. Muraenolepis andriashevi Balushkin & Prirodina, 2005
2. Muraenolepis evseenkoi Balushkin & Prirodina, 2010
3. Muraenolepis kuderskii Balushkin & Prirodina, 2007
4. Muraenolepis marmorata Günther, 1880
5. Muraenolepis microps Lönnberg, 1905
6. Muraenolepis orangiensis Vaillant, 1888
7. Muraenolepis pacifica Prirodina & Balushkin, 2007
8. Muraenolepis trunovi Balushkin & Prirodina, 2006
9. Notomuraenobathys microcephalus (Norman, 1937)